# Въздушна поща
Въздушната поща е поща, изпратена от място на място чрез летателен апарат. Пощата достига дестинацията си по-бързо от наземната поща и обикновено струва повече. Въздушната поща може да е единствената опция за изпращане на поща до определени дестинации в чужбина.

## История
Въпреки че използването на пощенски гълъби може да се счита като ранна версия на въздушната поща, първото използване на изкуствени въздухоплавателни средства за доставка на поща се случва на 7 януари 1785 г. с балон, който лети от Дувър Англия до Кале, Франция.
Първата търговска употреба на въздушната поща в Съединените щати настъпила на 17 август 1859 г. в пратка от Индиана до Ню Йорк. Пратката не стига до местоназначението си, тъй като в резултат на лошо време балонът трябвало да се приземи. Превозът се извършва с влак. През 1959 г. е издадена марка за отбелязване на събитието. Използването на балони като пощенски превозвачи се осъществява по време на Френско-пруската война от 1870 г. между градовете Париж и Мец над главите на германците.